# Arcidiocesi di Makassar
L'arcidiocesi di Makassar (in latino Archidioecesis Makassarensis) è una sede metropolitana della Chiesa cattolica in Indonesia. Nel 2021 contava 173.884 battezzati su 12.037.121 abitanti. È retta dall'arcivescovo Fransiskus Nipa.

## Territorio
L'arcidiocesi comprende le province indonesiane di Sulawesi Meridionale, Sulawesi Occidentale e Sulawesi Sudorientale.
Sede arcivescovile è la città di Makassar, dove si trova la cattedrale del Sacro Cuore di Gesù.
Il territorio si estende su 101.644 km² ed è suddiviso in 48 parrocchie.

### Provincia ecclesiastica
La provincia ecclesiastica di Makassar, istituita nel 1961, comprende due suffraganee:
- la diocesi di Amboina, eretta come prefettura apostolica della Nuova Guinea Olandese nel 1902, elevata al rango di vicariato apostolico nel 1920, e poi di diocesi nel 1961;
- la diocesi di Manado, eretta come prefettura apostolica di Celebes nel 1919, elevata al rango di vicariato apostolico nel 1934, e poi di diocesi nel 1961.

La provincia ecclesiastica si estende sull'isola di Sulawesi e sull'arcipelago delle Molucche.

## Storia
La prefettura apostolica di Makassar fu eretta il 13 aprile 1937 con la bolla Catholicae fidei di papa Pio XI, ricavandone il territorio dal vicariato apostolico di Celebes (oggi diocesi di Manado).
Il 13 maggio 1948 la prefettura apostolica fu elevata a vicariato apostolico con la bolla In Archipelagi di papa Pio XII.
Il 3 gennaio 1961 il vicariato fu nuovamente elevato al rango di arcidiocesi metropolitana con la bolla Quod Christus di papa Giovanni XXIII.
Il 22 agosto 1973 assunse il nome di arcidiocesi di Ujung Pandang in forza del decreto Cum propositum della Congregazione per l'evangelizzazione dei popoli., ma il 15 marzo 2000 è stato ripristinato il nome attuale.
Il 28 marzo 2021 un attentato terroristico ha colpito la cattedrale. Una forte esplosione ha provocato feriti e la morte degli attentatori.

## Cronotassi dei vescovi
Si omettono i periodi di sede vacante non superiori ai 2 anni o non storicamente accertati.
- Gerardo Martino Uberto Martens, C.I.C.M. † (11 giugno 1937 - 1948 deceduto)
- Nicolas Martinus Schneiders, C.I.C.M. † (10 giugno 1948 - 7 agosto 1973 dimesso)
- Theodorus Lumanauw † (7 agosto 1973 - 18 maggio 1981 deceduto)
  - Sede vacante (1981-1988)
- Franciscus van Roessel, C.I.C.M. † (18 gennaio 1988 - 21 maggio 1994 ritirato)
- Johannes Liku Ada' (11 novembre 1994 - 17 ottobre 2024 ritirato)
- Fransiskus Nipa, succeduto il 17 ottobre 2024

## Statistiche
L'arcidiocesi nel 2021 su una popolazione di 12.037.121 persone contava 173.884 battezzati, corrispondenti all'1,4% del totale.
| anno | popolazione | popolazione | popolazione | presbiteri | presbiteri | presbiteri | presbiteri                | diaconi | religiosi | religiosi | parrocchie |
| anno | battezzati  | totale      | %           | numero     | secolari   | regolari   | battezzati per presbitero | diaconi | uomini    | donne     | parrocchie |
| ---- | ----------- | ----------- | ----------- | ---------- | ---------- | ---------- | ------------------------- | ------- | --------- | --------- | ---------- |
| 1950 | 7.817       | 3.600.000   | 0,2         | 28         |            | 28         | 279                       |         | 7         | 68        |            |
| 1970 | 50.908      | 6.000.000   | 0,8         | 105        | 54         | 51         | 484                       |         | 71        | 121       | 6          |
| 1980 | 82.768      | 7.251.000   | 1,1         | 40         | 11         | 29         | 2.069                     |         | 73        | 79        | 31         |
| 1990 | 139.022     | 9.550.932   | 1,5         | 48         | 35         | 13         | 2.896                     |         | 69        | 90        | 35         |
| 1999 | 167.112     | 9.511.436   | 1,8         | 76         | 62         | 14         | 2.198                     |         | 86        | 111       | 9          |
| 2000 | 167.366     | 10.855.774  | 1,5         | 71         | 61         | 10         | 2.357                     |         | 84        | 108       | 9          |
| 2001 | 181.655     | 9.549.503   | 1,9         | 74         | 67         | 7          | 2.454                     |         | 88        | 100       | 9          |
| 2002 | 174.847     | 9.549.503   | 1,8         | 76         | 69         | 7          | 2.300                     |         | 119       | 94        | 9          |
| 2003 | 178.032     | 9.615.543   | 1,9         | 79         | 70         | 9          | 2.253                     |         | 91        | 96        | 39         |
| 2004 | 178.592     | 11.519.628  | 1,6         | 81         | 71         | 10         | 2.204                     |         | 118       | 105       | 42         |
| 2013 | 160.176     | 11.617.000  | 1,4         | 101        | 87         | 14         | 1.585                     |         | 131       | 104       | 44         |
| 2016 | 155.521     | 13.650.891  | 1,1         | 106        | 89         | 17         | 1.467                     |         | 140       | 126       | 46         |
| 2019 | 161.417     | 13.847.670  | 1,2         | 112        | 95         | 17         | 1.441                     |         | 141       | 139       | 48         |
| 2021 | 173.884     | 12.037.121  | 1,4         | 118        | 97         | 21         | 1.473                     |         | 141       | 127       | 48         |